# Biltmore Forest
Biltmore Forest è una città degli Stati Uniti d'America situata nella Carolina del Nord, nella Contea di Buncombe.